# 公共舆论季刊
《公共舆论季刊》（Public Opinion Quarterly）是一份1937年起发行的同行评审学术期刊，由牛津大学出版社为美国公共舆论研究学会出版。该期刊每年出版4次，内容涵盖传播学和政治学等学科中有关民意和调查统计方法的研究。据2023年发佈的期刊引证报告指，《公共舆论季刊》的影响因子为2.9，在317份政治科学类的期刊排名第50位、在227份传播学类的期刊排名第39位、在263份社会科学交叉学科类的期刊排名第24位。

## 资料来源
1. ↑  . . Web of Science Social Sciences. Thomson Reuters. 2024.

## 外部连结
- 官方网站